# Deuteruro di idrogeno
Il deuteruro di idrogeno è una molecola biatomica di formula HD composta da due isotopi dell'idrogeno: il prozio (1H) e il deuterio (2H). 
Il deuteruro di idrogeno è una componente minoritaria del normale e più diffuso idrogeno molecolare (H2) e costituisce una delle componenti minori, ma degne di nota, dell'atmosfera di tutti i giganti gassosi, con abbondanze variabili tra le 30 e le 200 parti per milione.